# OEC Taipei WTA Challenger 2016
L'OEC Taipei WTA Challenger 2016 (precedentemente noto come OEC Taipei Ladies Open) è stato un torneo professionistico di tennis femminile giocato sul sintetico indoor. È stata la 9ª edizione del torneo, che fa parte del WTA Challenger Tour 2016. Si è giocato a Taipei in Taiwan dal 14 al 20 novembre 2016.

## Partecipanti

### Teste di serie
| Nazionalità   | Giocatrice          | Ranking* | Testa di serie |
| ------------- | ------------------- | -------- | -------------- |
| Francia       | Kristina Mladenovic | 42       | 1              |
| Regno Unito   | Naomi Broady        | 88       | 2              |
| Grecia        | Maria Sakkarī       | 89       | 3              |
| Russia        | Irina Khromacheva   | 93       | 4              |
| Giappone      | Risa Ozaki          | 94       | 5              |
| Russia        | Evgenija Rodina     | 104      | 6              |
| Spagna        | Sara Sorribes Tormo | 107      | 7              |
| Nuova Zelanda | Marina Eraković     | 114      | 8              |
| Cina          | Wang Yafan          | 117      | 9              |

* Ranking al 7 novembre 2016.

### Altre partecipanti
Giocatrici che hanno ricevuto una wild card:
- Vitalija D'jačenko
- Hsu Chieh-yu
- Hsu Ching-wen
- Lee Ya-hsuan
- Kristina Mladenovic (ritirata)

Giocatrici che sono passate dalle qualificazioni:
- Ashleigh Barty
- Lee Pei-chi
- Junri Namigata
- Varatchaya Wongteanchai

Giocatrici entrate in tabellone come lucky loser:
- Kyōka Okamura

## Campionesse

### Singolare
Evgenija Rodina ha sconfitto in finale  Chang Kai-chen col punteggio di 6-4, 6-3.

### Doppio
Natela Dzalamidze /  Veronika Kudermetova hanno sconfitto in finale  Chang Kai-chen /  Chuang Chia-jung col punteggio di 4-6, 6-3, [10-5].